# Llansaint
Llansaint est un village situé dans le comté du Carmarthenshire (pays de Galles).